# Tiburtino (Quartier)

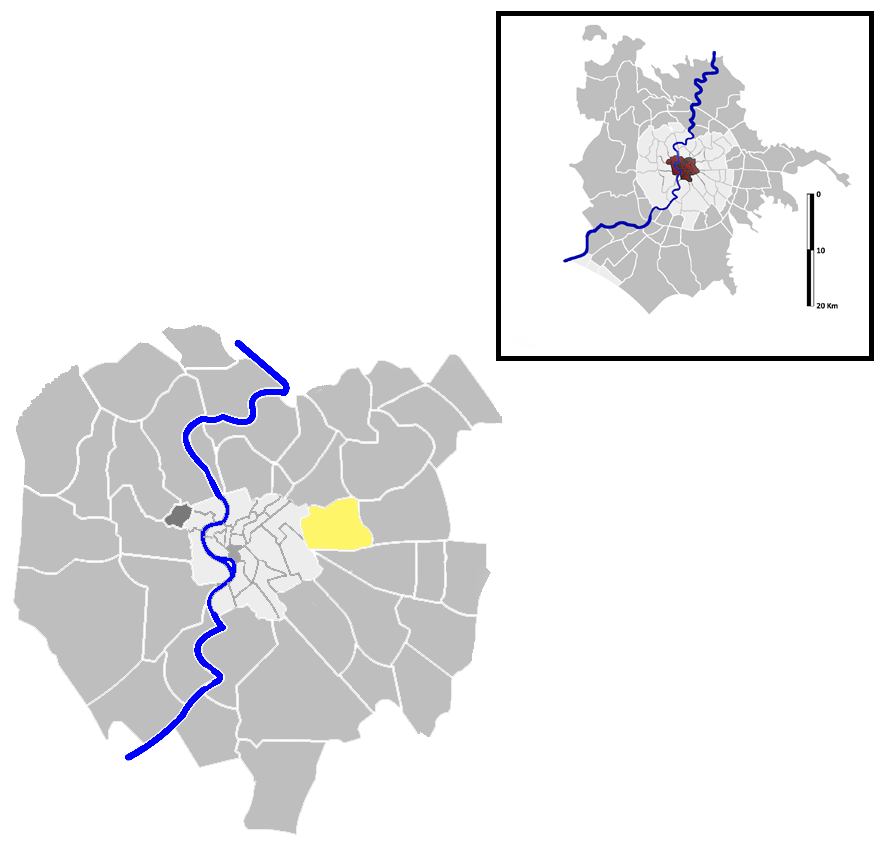
Lage von Tiburtino in Rom

Tiburtino ist ein Quartier im Südosten der italienischen Hauptstadt Rom. Der Name leitet sich von der durch das Viertel führenden Via Tiburtina ab, einer alten Römerstraße, die nach Tibur (heutiger Name Tivoli) führte. Von den Römern wird das Quartier meist als Monteverde bezeichnet. Es wird als Q.VI bezeichnet und ist Teil von Municipio II, IV und V. Es zählt 22.563 Einwohner und hat eine Fläche von 3,7123 km².

## Geschichte
Tiburtino ist einer der ersten 15 Bezirke, die 1911 in Rom gegründet und 1921 offiziell anerkannt wurden. Von 1950 bis 1954 wurde  das Quartier INA-Casa Tiburtino (mit öffentlichen Mitteln geförderter Wohnungsbau) errichtet.

## Besondere Orte
- Via Tiburtina
- Porta Tiburtina
- Universität La Sapienza
- Consiglio Nazionale delle Ricerche
- Policlinico Umberto I
- Campo Verano
- Sankt Laurentius vor den Mauern
- Santa Maria Immacolata e San Giovanni Berchmans
- Santa Maria Consolatrice
- San Tommaso Moro
- Chiesa della Divina Sapienza